# Champ Bailey
Roland Champ Bailey (Fort Campbell, Kentucky, 22 de junio de 1978), más conocido como Champ Bailey, es un exjugador profesional estadounidense de fútbol americano que se desempeñó en la posición de cornerback en la National Football League (NFL). Es miembro del Salón de la Fama del Fútbol Americano Profesional.

## Carrera
Bailey jugó como profesional cinco temporadas en Washington Redskins (1999-2003), después pasó a Denver Broncos, donde jugó diez temporadas (2004-2013), y fue el equipo en el que se retiró.

## Reconocimiento
En 2019, ingresó como miembro al Salón de la Fama del Fútbol Americano Profesional.